# إيجين الثالث (بابا)
هو بليسيد إيجين الثالث توفي في 8 تموز سنة 1153 ولد في بيرناردو دي بيسا وتولى الكرسي البابوي من سنة 1145 إلى 1153.
لم يتمكن خلال فترة حكمه تقريبا من الإقامة في روما.
دعا إلى حملة صليبية ثانية بعد سقوط الرها في أيدي عماد الدين زنكي و استجاب لهذه الحملة ملك فرنسا لويس السابع و ملك ألمانيا كونراد الثالث . كما عقد سنة 1149 مجامع كنسية لاصلاح الحياة الدينية في أوروبا